# The Last Wagon
The Last Wagon is een Amerikaanse western uit 1956 onder regie van Delmer Daves, met Richard Widmark en Felicia Farr in de hoofdrollen. Destijds werd hij in Nederland uitgebracht onder de titel Comanche Todd, de blanke Indiaan.

## Verhaal
De blanke Comanche Todd wordt opgepakt door Sheriff Bull Harper en beschuldigd van de moord op drie van zijn broers. De sheriff sluit zich aan bij een groep koetsiers onder leiding van kolonel William Normand. De reizigers zijn door een gevaarlijke kloof op weg naar Tucson en zijn zich niet bewust van de luikende gevaren van de Apache. De reizigers protesteren tegen Harpers wrede behandeling van Todd: de jonge Billy biedt Todd wat te eten aan, maar wordt tot zijn schrik beschoten door Harper. Normand legt uit dat ze christenen zijn en eist dat Todd wordt losgemaakt. Even later valt Harper nog een van de jongens aan die zich bemoeit met Todd. Tijdens een knokpartij laat iemand een bijl vallen in de buurt van Todd, die hij gebruikt om Harper te doden. Normand is razend en vertelt Todd dat hij hem zal overleveren aan de justitie.
Die nacht besluit een stel tieners te gaan zwemmen in een nabijgelegen rivier. Onder hen zijn Jolie, de moederloze dochter van Normand uit een huwelijk met een indiaanse vrouw en haar racistische blanke halfzus Valinda, Billy en zijn oudere zus Jenny. Als ze terugkeren blijkt dat de groep is belaagd en vermoord door de indianen. De enige overlevende blijkt Todd te zijn. Sommige tieners wantrouwen Todd, maar Billy en Jenny hebben alle vertrouwen in hem. Tot grote schrik van de groep eist Todd dat ze hun familieleden niet begraven; dit zou de indianen alarmeren. Valinda doet geen moeite om haar walging voor Todd te verbergen en vertelt dat ze bovendien walgt van alle indianen, inclusief haar halfzus.
De Apache-indianen blijken niet ver weg te zijn en beramen een aanval, waardoor de overlevenden snel op de vlucht moeten slaan. Onderweg groeien Todd en Billy dichter naar elkaar toe. Todd redt hem zelfs van een gevaarlijke indiaan. Later redt hij ook Valinda's leven nadat zij wordt gebeten door een giftige ratelslang. Hij vermoordt twee Apache-indianen en weet met de groep succesvol te vluchten van een groep aanvallende indianen. Niet ver daarvandaan blijken echter honderden indianen op de loer te zijn. Jenny is ervan overtuigd dat ze de nacht niet zullen overleven en deelt een intiem moment met Todd.
De volgende ochtend wordt Todd gepakt door een cavalerie. Hoewel ze hem naar de gevangenis zullen brengen, redt hij hen van de honderden indianen door een koets met explosieven te laten ontploffen. Niet veel later in de rechtszaal bekent hij de moord op verschillende mannen in koelen bloede. De rechter vertelt hem dat hij hem zal ophangen, totdat Todd hem ervan overtuigt dat hij de mannen vermoordde omdat zij zijn vrouw en kind hadden gedood. Bovendien verdedigen Jenny, Billy en de rest hem en spreken over de verschillende keren dat hij hun levens heeft gered. Todd wordt vrijgelaten, in de blijde zorg van Jenny en Billy.

## Rolverdeling
| Acteur            | Personage               |
| ----------------- | ----------------------- |
| Richard Widmark   | Comanche Todd           |
| Felicia Farr      | Jenny                   |
| Susan Kohner      | Jolie Normand           |
| Tommy Rettig      | Billy                   |
| Stephanie Griffin | Valinda Normand         |
| Ray Stricklyn     | Clint                   |
| Nick Adams        | Ridge                   |
| Carl Benton Reid  | Generaal Howard         |
| Douglas Kennedy   | Kolonel William Normand |
| George Mathews    | Sheriff Bull Harper     |
| James Drury       | Luitenant Kelly         |

## Achtergrond
Actrices Terry Moore en Joan Collins werden overwogen voor de vrouwelijke hoofdrol. De regisseur had moeite met het vinden van een geschikte locatie om de film op te nemen, omdat zijn voorgaande film Broken Arrow (1950) van de regio een populaire bestemming had gemaakt. De film werd uiteindelijk opgenomen op locatie in Sedona.